# Terellia odontolophi
Terellia odontolophi är en tvåvingeart som beskrevs av Valery Korneyev 1993. Terellia odontolophi ingår i släktet Terellia och familjen borrflugor.
Artens utbredningsområde är Ukraina. Inga underarter finns listade i Catalogue of Life.